# 히다카군 (와카야마현)

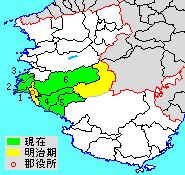
히다카 군의 위치

히다카군(일본어: 日高郡, ひだかぐん)은 일본 와카야마현에 있는 군이다.
인구 45,216명, 면적 655.39km², 인구밀도 69명/km².(2025년 3월 1일, 추계인구)
이하 6정으로 구성된다.
- 이나미정(印南町)
- 히다카정(日高町)
- 히다카가와정(日高川町)
- 미나베정(みなべ町)
- 미하마정(美浜町)
- 유라정(由良町)

## 역사
- 2004년 10월 1일 - 미나베가와 촌이 미나베 정에 편입되었다.
- 2005년 5월 1일 - 가와베 정, 나카쓰 정, 미야마 정이 합병해 히다카가와 정이 성립하였다. 류진 촌이 다나베시에 편입되었다.